# 让-吕克·洛朗

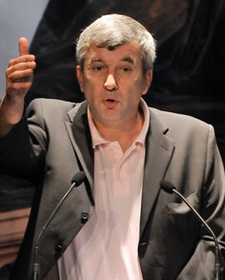
2008年的让-吕克·洛朗

让-吕克·洛朗（法語：Jean-Luc Laurent；1957年6月23日—2024年1年11日）是一位法国政治家，曾担任公民与共和运动主席。2012年—2017年，他担任马恩河谷第10选区议会议员。

## 政治生涯
在2012年的立法选举中，他击败了左翼阵线的现任议员皮埃尔·戈纳，当选为马恩河谷第10选区的议会议员。
他在2017年立法选举中输给了不屈法国的 Mathilde Panot。
他自2020年起担任勒克雷姆兰-比塞特尔市市长。